# Acacia asparagoides
Acacia asparagoides är en ärtväxtart som beskrevs av Allan Cunningham. Acacia asparagoides ingår i släktet akacior, och familjen ärtväxter. Inga underarter finns listade i Catalogue of Life.